# Обрадович, Неманья (футболист)
Неманья Обрадович (29 мая 1989, Белград) — сербский футболист, правый полузащитник.

## Биография
Воспитанник белградского клуба «Рад». В этом же клубе начал взрослую карьеру, по итогам сезона 2007/08 вместе с командой поднялся из первого дивизиона Сербии в высший. В молодые годы неоднократно уходил в аренду в клубы низших дивизионов Сербии, а также чемпионатов Македонии и Боснии. В сезоне 2013/14 был основным игроком клуба высшего дивизиона «Вождовац».
Осенью 2014 года перешёл в клуб чемпионата Греции «Керкира», но там провёл только 5 матчей. Затем играл за клубы второго дивизиона Греции «Ламия» и «Ахарнекос». Пропустив полсезона, в начале 2017 года вернулся в Сербию и выступал за «Чукарички».
В сентябре 2017 года перешёл в украинский клуб «Сталь» (Каменское). Дебютировал в высшей лиге Украины 10 сентября 2017 года в матче против «Мариуполя», проведя на поле первые 74 минуты. Свой первый гол забил во втором матче, 16 сентября против «Александрии», проигранном 1:4. Всего за три месяца сыграл 9 матчей и забил два гола в чемпионате Украины.
Весной 2018 года выступал за финскую «Хонку», а затем провёл полтора сезона в составе сербского «Спартака» (Суботица). В начале 2020 года перешёл в венгерский клуб «Кишварда». Позднее играл в Греции и Казахстане, а также за ряд клубов на родине.
Сыграл один матч за молодёжную сборную Сербии.